# Villa Castellina
Villa Castellina è un edificio in stile barocco situato in via Castellina 136 a Castellina, frazione di Soragna, in provincia di Parma.

## Storia
La villa fu edificata nei pressi delle rovine del castello di Castellina agli inizi del XVIII secolo per volere del conte Alessandro Ranuccio Ugolini, feudatario della zona dal 1707.
Dopo il 1781 il duca Ferdinando di Borbone investì il conte Giuseppe Pompeo Sacco dei diritti su Castellina, che la famiglia mantenne fino alla loro abolizione sancita da Napoleone nell'ex ducato di Parma e Piacenza nel 1805.
In seguito la tenuta fu acquistata dalla famiglia Tagliaferri, che si estinse dopo la metà del XIX secolo; la proprietà cadde successivamente in un lento declino.
La villa fu acquistata nel 1998 dalla famiglia Pedroni, che ne avviò i lavori di completo recupero, trasformandola in residenza privata e sede per ricevimenti.

## Descrizione
La villa è accessibile attraverso la corte a nord e il giardino all'italiana a sud, entrambi sviluppati su una pianta rettangolare.

### Villa

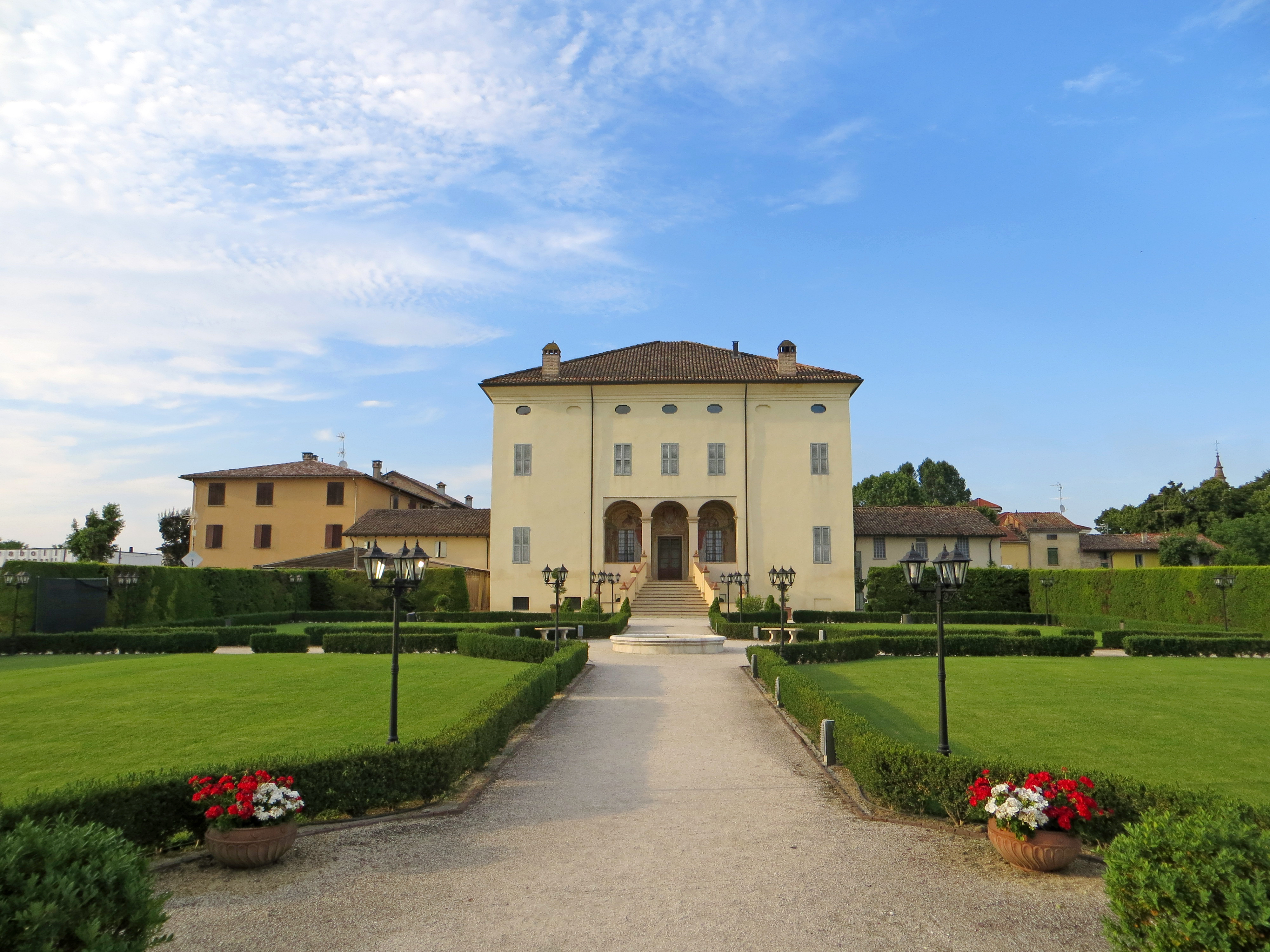
Facciata sud

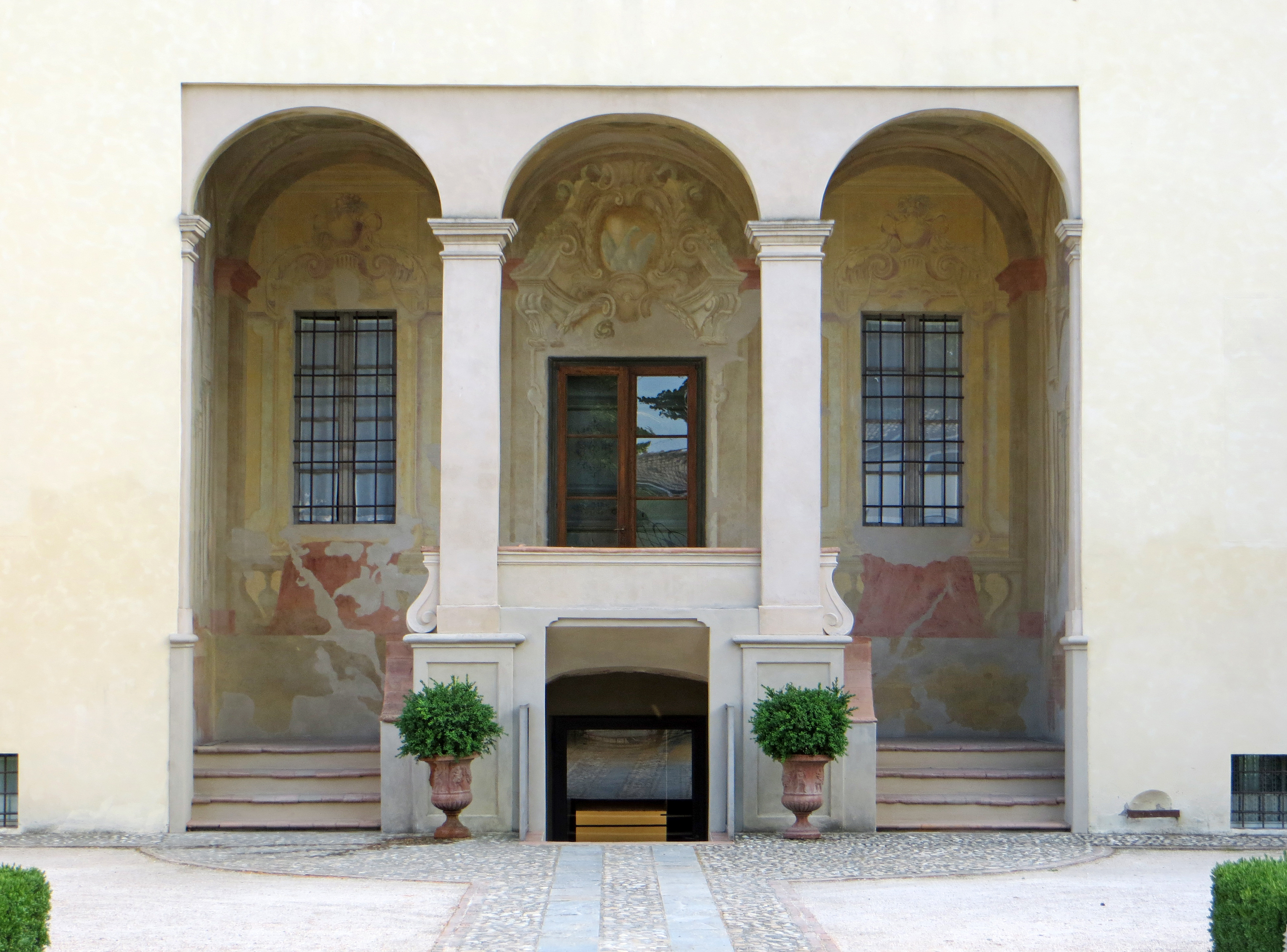
Porticato della facciata nord

La villa si sviluppa su una pianta quadrata, con accesso a nord e a sud.
La simmetrica facciata settentrionale, uguale a quella meridionale sul parco, si innalza su tre livelli fuori terra; al centro, preceduto da una scalinata rastremata per accentuare l'effetto prospettico, si apre il porticato affrescato a tre arcate a tutto sesto, rette da pilastri coronati da capitelli dorici; ai lati e al piano superiore si affacciano regolari finestre rettangolari, mentre all'ultimo livello si trovano piccole aperture con spigoli stondati.
I due portici danno accesso all'ampio e scenografico androne passante, coperto da una volta a padiglione; l'ambiente è interamente decorato sulle pareti e sul soffitto con affreschi barocchi, raffiguranti finte architetture prospettiche, colonnati, fregi, trofei e, sui due portali d'ingresso, grandi stemmi all'interno di frontoni spezzati; dal salone, caratterizzato dalla presenza di un grande lampadario in vetro di Murano, si accede sui lati a tre piccole sale intercomunicanti.

### Parco

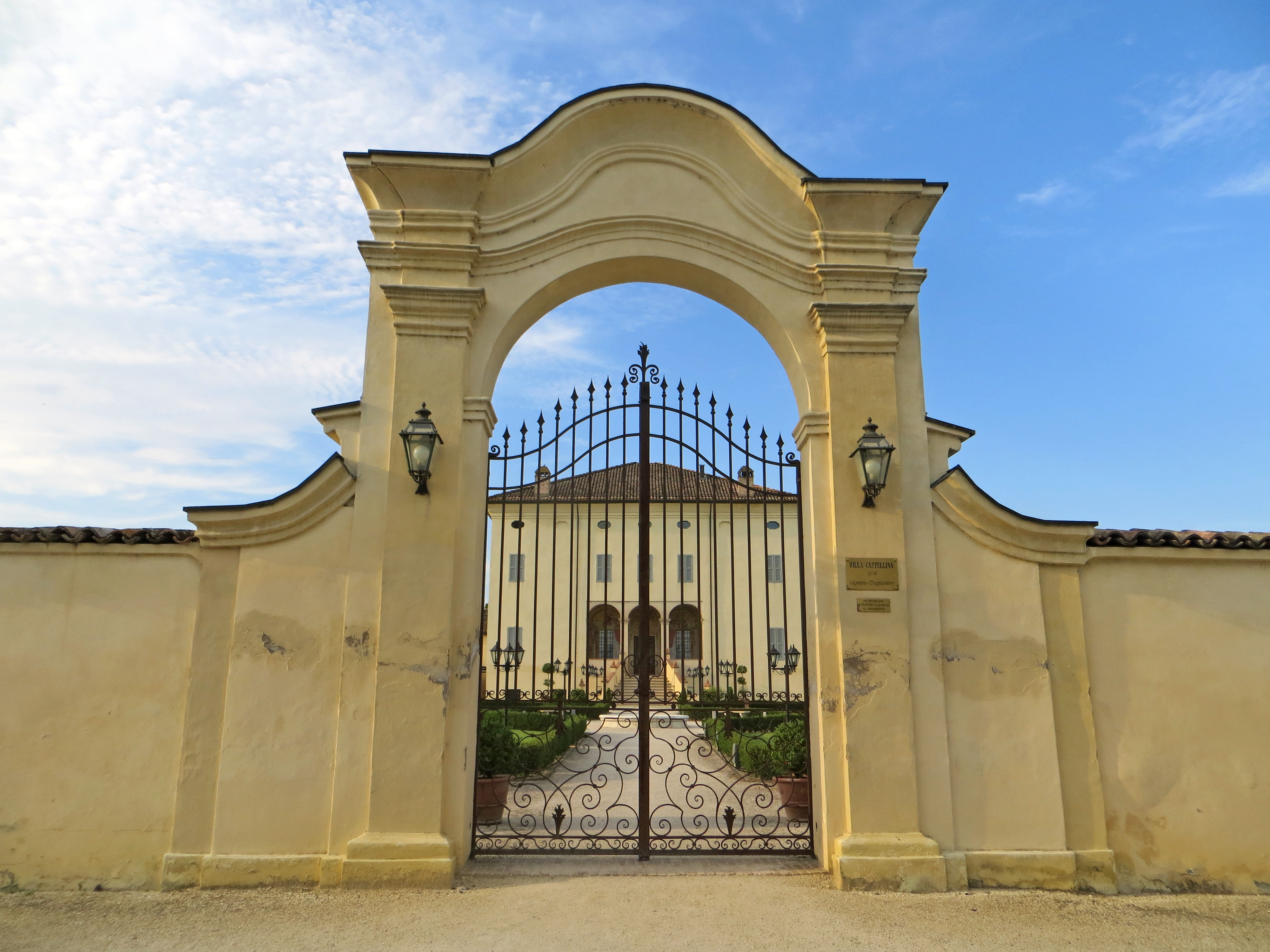
Portale d'ingresso sud

Il parco all'italiana, interamente cintato da un muro perimetrale, si sviluppa a sud della villa su una pianta quadrangolare; il giardino è quadripartito da due viali ortogonali delimitati da siepi, che si incrociano nella fontana centrale.